# Palazzo Carizza

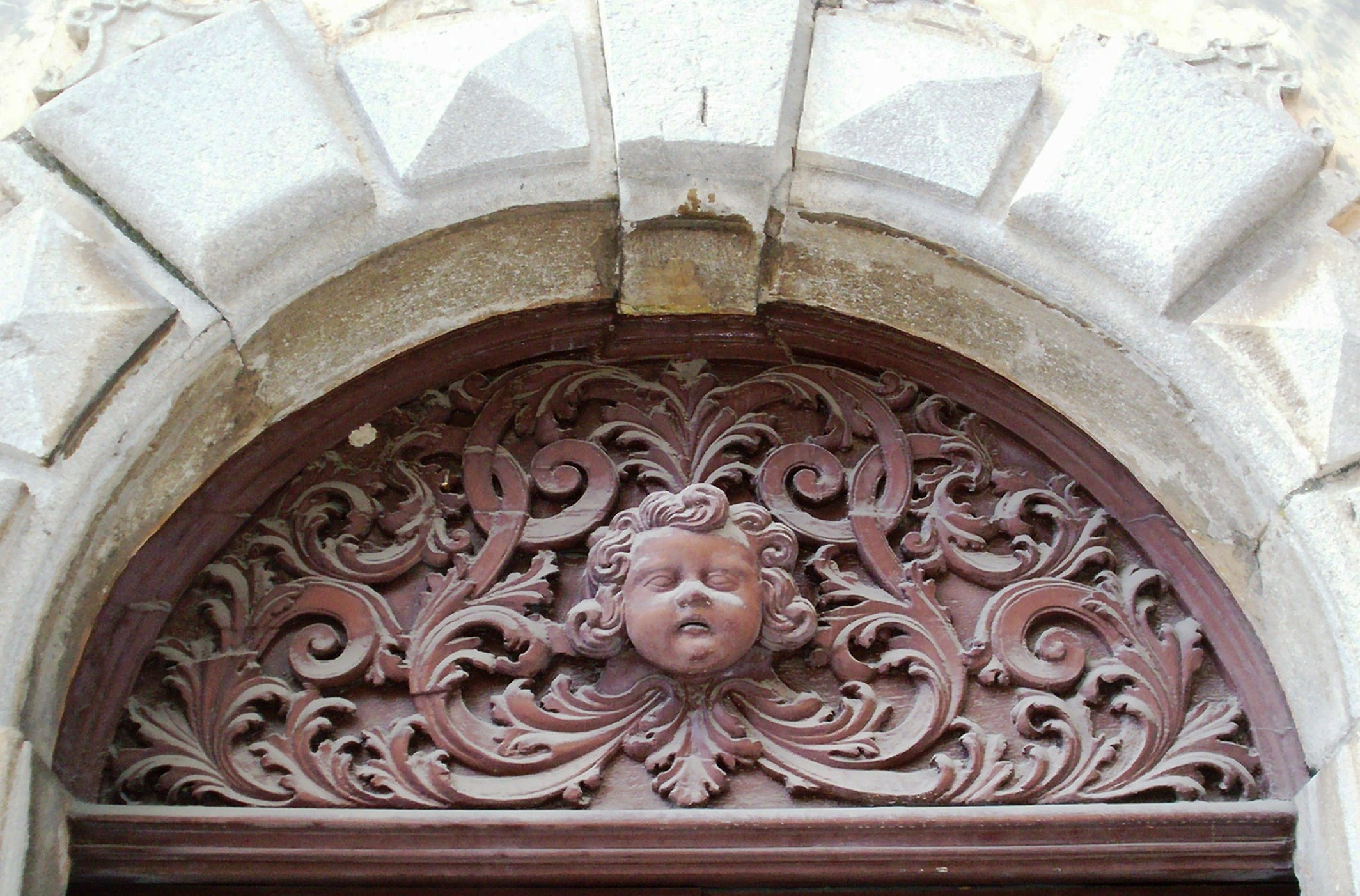
La rosta del portone principale.

Palazzo Carizza è un'architettura civile settecentesca di Cerreto Sannita.

## Storia
L'edificio, oggi di proprietà dei Marchitto, ha avuto origine da una modesta abitazione pervenuta nel 1712 a Girolamo Carizza e quindi al medico dottor Libero Carizza che acquistò alcune case confinanti.
Ulteriori ampliamenti avvennero quando il palazzo pervenne a Tommaso Carizza, figlio di Libero, che acquistò altre case nella parte occidentale sino a giungere all'attuale vico Cipressi.

## Descrizione
Il portale principale è costituito da bugne a cuscinetto che si alternano a bugne a punta di diamante; le bugne sono decorate, nella parte interna, da fregi in pietra. 
Il portone principale possiede una bellissima rosta in legno in stile rococò costituita da elementi floreali che nascono dal putto centrale. 
Il piano nobile è caratterizzato da un susseguirsi di balconi e finestre sovrastate da oculi, il tutto incorniciato da stucchi settecenteschi. 
La struttura interna è quella tipica del palazzo cerretese: il doppio androne, la scala che nasce dal cortile interno e la loggia al termine di questa.